# Pseudodipsas eione
Pseudodipsas eione är en fjärilsart som beskrevs av Felder. Pseudodipsas eione ingår i släktet Pseudodipsas och familjen juvelvingar. Inga underarter finns listade i Catalogue of Life.